# Вампірки-лесбійки
«Вампірки-лесбійки» (ісп. Las Vampiras) — еротичний фільм жахів 1971 року, написаний і знятий Хесусом Франко (в титрах — Франко Манера). У фільмі Ева Стромберг грає Лінду Вестінгауз, американку, яка працює в турецькій юридичній фірмі. Вестінгауз має серію еротичних снів, у яких бере участь таємнича жінка-вампірка, яка її спокушає перед тим, як відвідає її кров. Коли вона їде на острів, щоб вирішити питання спадщини, Лінда впізнає в жінці вампірку зі своїх снів.
Зйомки фільму проходили в 1970 році в Туреччині. Це був популярний успіх у кінотеатрах Європи після його виходу та був першим фільмом, який мав більш психоделічну партитуру для фільму Франко, і першим, який мав помітну лесбійську тему. Музика до фільму стала популярною в середині 1990-х років, коли вона була включена до збірного альбому Vampyros Lesbos: Sexadelic Dance Party, який потрапив до першої десятки британського альтернативного чарту.

## Сюжет
На віддаленому турецькому острові прекрасна графиня-вампірка Надін Кероді заманює необережних жертв своїми спокусливими виступами в нічному клубі і покладає око на Лінду, молоду американку, яка працює в юридичній фірмі в Стамбулі. Лінда починає мріяти про Надін і шукає її будинок на острові. Їй заважає Меммет, який застерігає її не їхати на острів. Лінда йде за Мемметом до його кімнати, де застає його за катуванням молодої жінки. Вона уникає цієї зустрічі і вирушає на острів, де Лінда зустрічає Надін. Вони йдуть купатися, і Надін зауважує, що будинок, в якому вони зупинилися, колись належав графу Дракулі. Після того, як у Лінди починає паморочитися в голові від випитого вина, Надін відводить її до кімнати, де вони кохається, і Надін смокче кров з шиї Лінди. Пізніше Лінда знаходить Надін нерухомою в басейні і втрачає свідомість.
Наступного дня Агра потрапляє до лікарні з психічним розладом, де стверджує, що має видіння Надін. Вона потрапляє під опіку доктора Сьюарда, який потім лікує свою нову пацієнтку Лінду, яка не має жодних спогадів про те, що бачила з Надін. У будинку Надін вона з'являється живою і розповідає своєму слузі Морфо про те, як стала вампіркою, і про свою одержимість Ліндою, яку вона хоче перетворити на вампірку. Надін використовує свої сили, щоб зв'язатися з Ліндою і повернути її на острів, де вони п'ють кров і кохаються. Повернувшись до лікарні, доктор Сьюард повідомляє Лінді, що для того, щоб звільнитися від вампірського прокляття, вона повинна розрубати голову вампіра сокирою або проткнути її палицею.
Меммет викрадає Лінду, і її хлопець Омар починає її шукати. Пізніше Надін приїжджає до притулку, щоб Лінда повернулася разом з нею, де вона зустрічає доктора Сьюарда. Доктор Сьюард зізнається, що він лише намагався допомогти Лінді привернути Надін до себе, щоб вона могла стати вампіркою. Надін відмовляється і змушує Морфо її вбити. Поки Омар шукає Лінду, Меммет розповідає їй, що всі жінки, включаючи його дружину Аргу, які повертаються з острова, стають божевільними, що змушує його вбивати різних жінок по всьому острову. Лінді вдається вбити Меммета пилкою і втекти, щоб знайти Надін. Вона знаходить Надін у себе вдома при смерті, відчайдушно шукаючи крові, щоб вижити. Лінда ігнорує благання Надін, кусає її за шию і встромляє жердину в ліве око. Морфо накладає на себе руки, а Лінду знаходить Омар, який намагається переконати її, що все це було сном.

## Акторський склад

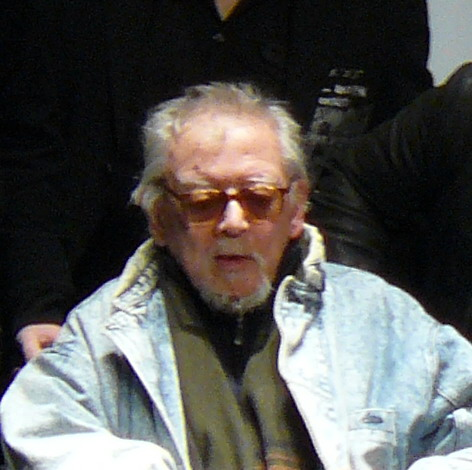
Хесус Франко (на фото) зіграв у фільмі незазначену роль Меммета.

- Соледад Міранда (зазначена як Сюзанн Корда) — графиня Надін Кароді
- Денніс Прайс — доктор Елвін Сьюард
- Пауль Мюллер — доктор Штайнер
- Ева Стремберг (в титрах як Ева Стромберг) у ролі Лінди Вестінгауз
- Гайдрун Куссін — Агра
- Майкл Берлінг — помічник доктора Сьюарда
- Андреа Моншаль (зазначений як Віктор Фельдманн) — Омар
- Бені Кардозо — мертва жінка (в титрах не вказана)
- Хесус Франко — Меммет (в титрах не вказаний)
- Хосе Мартінес Бланко — Морфо (в титрах не вказаний)[7]

## Виробництво
Фільм «Вампірки-лесбійки» знімали в Туреччині з 1 червня по 10 липня 1970 року. У той час як Франко використовував кілька засобів зйомки зі свого попереднього фільму, наприклад, довгі кадри зі стриптиз-клубів і жіночих героїв, лесбійський підтекст був помітнішим у цьому фільмі, ніж у будь-якій іншій його попередній роботі. Музика також відрізняється від джазових саундтреків його попередніх фільмів більшою мірою психоделічної музики. Саундтрек був створений Манфредом Гюблером, Зігфрідом Швабом і Хесусом Франко, який називався Давидом Хуне. Перш ніж вийти в прокат під назвою «Вампірки-лесбійки», фільм вийшов під кількома назвами, зокрема «Das Mal des Vampirs» («Зло вампірок») і «Im Zeichen der Vampire» («Знак вампіра»). Менш ніж через місяць після завершення зйомок «Вампірок-лесбійок», Франко почав працювати над своїм наступним фільмом «Вона вбила в екстазі» (1971).

## Поширення
Фільм «Вампірки-лесбійки» був випущений 15 липня 1971 року в Німеччині та в Іспанії в 1973 році, де він був популярний серед глядачів у Європі. 4 січня 2000 року фільм був випущений на DVD Synapse Video. 27 грудня 2000 року Image Entertainment випустила фільм на DVD. Він був випущений як набір Severin Films у 2015 році, який містив Blu-ray високої чіткості та DVD з іспанським бутлегом фільму.
У 2008 році вийшов ремейк фільму «Вампірос Лесбос» режисера Метью Саліби. Фільм розповідає історію фільму Франко.

## Відгуки

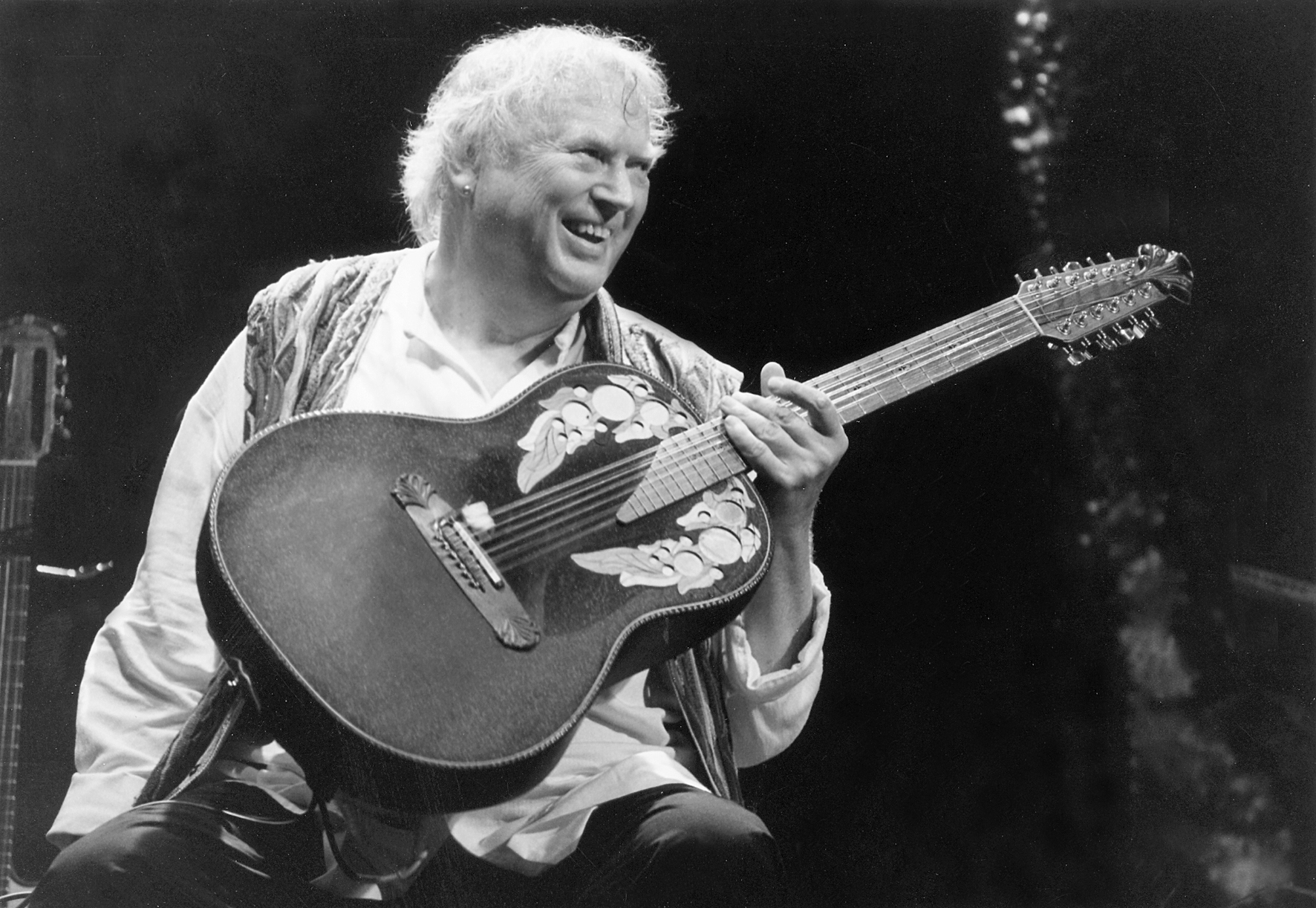
Критики високо оцінили фільм за музику, яку написали Зігфрід Шваб (на фото), Манфред Гюблер і Хесус Франко

Total Film поставив фільму три зірки з п'яти, зазначивши, що «незважаючи на (або, можливо, через) веселу акторську гру, нудний сценарій і аматорську режисуру, цей фільм усе ще викликає певне захоплення». Джонатан Розенбаум з Chicago Reader дав фільму негативну рецензію, порівнявши режисера Хесуса Франко з Едом Вудом. Веб-сайт Slant Magazine дав фільму позитивну рецензію — три з половиною зірки з чотирьох, визнавши фільм «незвичайно мрійливим», а також високо оцінивши саундтрек. Film4 неоднозначно оцінив фільм, зазначивши, що «ви ніколи не відвідуєте фільми Франко (понад 150 із них) заради сюжетів, але його мрійлива, тривожна режисура справді розвиває центральну трагедію кохання Кароді до Вестінгауз», а також високо оцінив саундтрек до фільму. Інтернет-журнал The Dissolve, який оцінив фільм на три з п'яти зірок, вважає, що значна частина фільму «впадає в нудьгу, чи то розлогі любовні сцени, чи, що ще гірше, балаканина серйозних чоловіків з приставкою „доктор“ перед іменем», а також те, що фільм «дав аудиторії, яка займається експлуатацією, дещо інше, заворожуюче відчуття», яке виникло завдяки музиці до фільму та присутності Соледад Міранди.
У своїй книзі 2009 року «Задоволення та біль культових фільмів жахів: історичний огляд» Бартомієй Пашильк образився на деяких високочовних критиків фільму, хоча зрештою мовчазно погодився з його недоліками: «По правді кажучи, вампіри Франко набагато більше зацікавлені в тому, щоб бути лесбійками, ніж у тому, щоб пити людську кров, але фільм настільки зачаровує і настільки відверто сексуальний, що ви дійсно не повинні заперечувати проти цього».

## Саундтрек
Збірний альбом Vampyros Lesbos: Sexadelic Dance Party був випущений Motel Records 1995 року на компакт-диску, що складається з музики, яка вперше була випущена в 1969 році в альбомах Psychedelic Dance Party (випущений під назвою The Vampires' Sound Incorporation) і Sexadelic (випущений під назвою Sexadelic). Франко використав музику з цих альбомів як саундтреки до трьох своїх фільмів: «Вампірки-лесбійки», «Вона вбила в екстазі» та «Диявол прийшов з Акасави». Компіляція 1995 року була випущена в період, коли відродився інтерес до поп-музики космічної ери, стилю, зосередженого на легкій для прослуховування музиці 1950-х і 1960-х років. Пізніше композицію «The Lions and the Cucumber» з альбому знову використав американський режисер Квентін Тарантіно в саундтреку до фільму «Джекі Браун». Альбом присвячений актрисі Соледад Міранді.
Саундтрек увійшов до топ-10 хітів британського альтернативного хіт-параду після його виходу протягом 20 років після виходу фільму. 29 вересня 1997 року вийшов альбом реміксів під назвою" The Spirit of Vampyros Lesbos". Альбом був колекцією реміксів від різних електронних виконавців, зокрема «Two Lone Swordsmen», Крістіана Фогеля та Алека Емпайра, які випустили власні мікси саундтреку до фільму.
AllMusic оцінив альбом у три зірки з п'яти, назвавши музику альбому «болісною», зазначивши також, що трек в альбомі "побудований на безсоромній фальсифікації гітарного рифу «Satisfaction». Entertainment Weekly дав альбому рейтинг B+, зазначивши, що він «не лише для любителів сиру».

### Трек-лист
Автор музики і слів Манфред Хюблер та Зігфрід Шваб. 
| #   | Назва                           | Тривалість |
| --- | ------------------------------- | ---------- |
| 1.  | «Droge CX 9»                    | 5:11       |
| 2.  | «The Lions and the Cucumber»    | 5:10       |
| 3.  | «There's No Satisfaction»       | 3:10       |
| 4.  | «Dedicated to Love»             | 2:32       |
| 5.  | «People's Playground Version A» | 0:50       |
| 6.  | «We Don't Care»                 | 5:20       |
| 7.  | «People's Playground Version B» | 1:17       |
| 8.  | «The Ballad of a Fair Singer»   | 4:35       |
| 9.  | «Necronomania»                  | 2:09       |
| 10. | «Kama Sutra»                    | 4:03       |
| 11. | «The Message»                   | 3:21       |
| 12. | «Shindai Lovers»                | 4:21       |
| 13. | «The Six Wisdoms of Aspasia»    | 4:20       |
| 14. | «Countdown to Nowhere»          | 2:27       |